# Морський вугор звичайний
Морський вугор звичайний, або європейський (Conger conger) — риба родини Congridae.

## Поширення
Холодолюбний вид. Розповсюджений в північній частині Атлантичного океану від Балтійського до Середземного та Чорного морів. Також зустрічається біля берегів Ісландії та Сенегалу. У Чорному морі дуже рідкісний вид.

## Будова

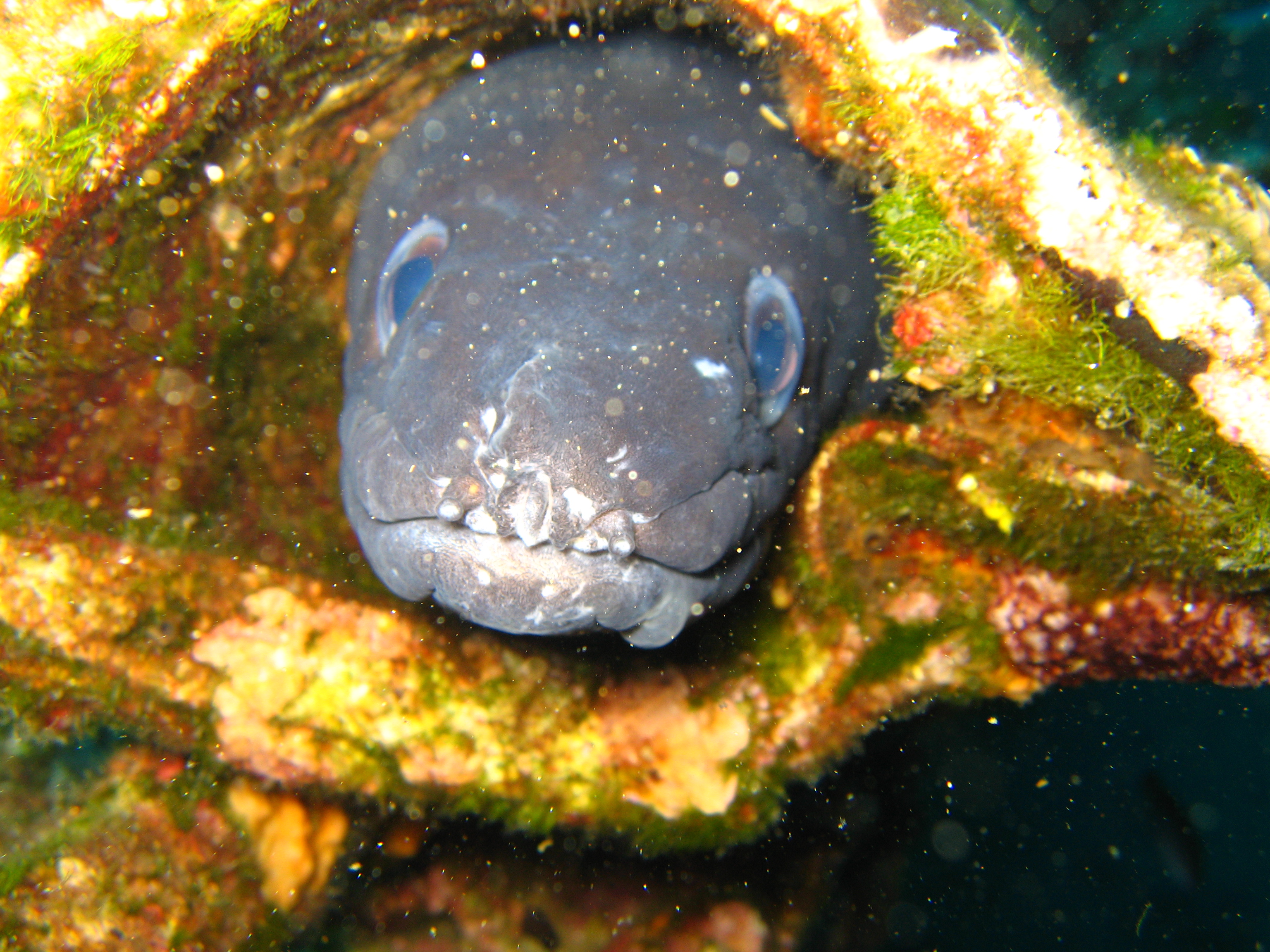
Морський вугор звичайний в укритті

Завдовжки до 3 метрів, вага до 65 кг. Самці дрібніше за самиць. Тіло довге, змієподібне. Голова та очі великі. Луска повністю відсутня. Великий рот розташований на кінці рила, оточений товстими губами. Зуби потужні, утворюють ріжучий ряд. Забарвлення буре, сіре або чорне, черево забарвлене у брудно-білий колір. Верхній край спинного анального та хвостового плавців, які зрослися, має чорну облямівку.

## Спосіб життя
Зустрічається переважно біля скелястих берегів, ховається в щілинах та підводних гротах, звідки полює здобич. На піщаному дні іноді риє нори. Ненажерливий хижак. Зазвичай полює на невелику та середніх розмірів рибу. Своїми міцними зубами може розчавлювати черепашки молюсків. Може красти рибу з риболовних сіток.

## Розмноження
Статевої зрілості досягає у віці 5–15 років, самці дозрівають раніше. Нерест у східній частині Атлантичного океану, на глибинах до 3000 метрів. Також спостерігався нерест у Середземному морі. Після нересту дорослі особини гинуть. Плодючість самиць дуже велика, від 3 до 8 млн. ікринок. Ікра дрібна, пелагічна. З ікри виходять личинки — лептоцефали, які розносяться течіями на великі відстані. Личинки описані як Leptocephalus morrisi, вони можуть досягати 16 см завдовжки.

## Охорона
На більшій частині ареалу стан природних популяцій виду залишається більш-менш стабільним. Саме тому він, згідно з Червоним списком МСОП, отримав охоронний статус «відносно благополучний вид». Але в окремих регіонах спостерігається тенденція до зниження чисельності популяції виду. Тому морський вугор звичайний занесений до Червоної книги Чорного моря (охоронна категорія: вид перебуває в небезпечному стані).

## Практичне значення
М'ясо морського вугра не таке жирне, як річкового, тому цінується значно нижче. Однак у місцях розповсюдження має промислове значення, промисел ведеться на гачкову снасть.